# 熟女強人
《熟女強人》（英語：Iron Ladies）是香港電視娛樂及本地製作有限公司共同製作的電視劇，由吳家麗（兼任戲劇策劃）、胡杏兒、吳千語、沈卓盈、陸詩韻、何佩瑜及曾樂彤領銜主演，並由傅穎、柏天男及朱栢康聯合主演，出品人魯庭暉。
本劇是ViuTV繼《地產仔》後，2020年第二部「原創劇」。本劇由「AXA安盛紅粉醫療保障」冠名贊助。

## 演員

### 主要演員
| 演員   | 角色   | 備註 |
| 吳家麗 | 魏辰晞 | Queenie、Queenie姐、教主（「歡迎光臨會」會員、關始立專稱）、老闆（王惠芬專稱） 本為名模，後轉職珠寶設計師 「歡迎光臨會」創辦人 討厭榴槤的臭味 張祥、思朗之追求對象 程浩天之追求對象，後為其女友 Roger、綺琴之姑姐 十年前已將卵子冷凍貯藏，一直為找尋適合的精子以與其卵子配對而煩惱 於第1集獲得珠寶設計大獎並接受專訪；同集被告知十年前冷凍的卵子即將到期，然而人選在張祥和思朗間猶豫不決 於第2集因思朗誤會了魏辰晞的意思，對其進行了多番纏繞；在鄒靜的催眠下得知思朗將自己媽媽的形象投影在了自己身上，並得知其最不喜歡自己媽媽吃榴蓮；為了不再被思朗纏擾，被迫吃榴槤，成功令思朗不再喜歡自己 於第6集發現馨兒實為張祥之繼女 因猜疑張祥之誠信，於第11集決定拒絕張祥捐出精子以與其卵子配對的要求 於第12集遭張祥以跨國投資合作計劃之名敲詐，終不果並得悉真相；同集向王惠芬透露觀察出Roger對其有好感 於第14集協助方穎妍查明腹中胎兒的經手人；同集由於方穎妍的誤會以及Roger的調查認定石永明是嫖娼老手，為人贓俱獲慫恿王惠芬設局假意色誘石永明；最終得知方穎妍使用了王惠芬從魏辰晞家中雜物房覓得之過期驗孕棒，實質並無懷孕 於第19集因得知王惠芬已因與Roger交往並失貞，遂推薦王惠芬加入「歡迎光臨會」，並邀請「歡迎光臨會」會員合資購買股票；同集因張祥涉嫌進行跨國洗黑錢犯罪活動而被商業罪案調查科探員登門要求協助調查 於第20集欲將香港物業套現以抵銷因張祥案而累積的債項，並購買了一幢位於法國的房子，決定退休並放棄卵子配對；同集被程浩天的無微不至而感動，於舉辦「歡迎光臨會」聚會時，在眾人前宣布與程浩天談戀愛，並從程浩天口中得知張祥終已落網，故自己得以洗脫嫌疑，遂與「歡迎光臨會」一行七人駕駛兜風 名字影射：倪晨曦 |
| 胡杏兒 | 鄒 靜  | 鄒醫生（王惠芬專稱）、阿靜 臨床心理學家 林可兒之表姐 本為岑大康之妻，後與其離婚；兩人結婚十年，育有一女 許嘉怡、Menson之舊同學 於第1集在林可兒的邀請下出席多年沒有出席過的「歡迎光臨會」聚會，祝賀魏辰晞獲獎 於第2集協助魏辰晞催眠思朗，查明思朗纏繞魏的緣由 於第5集被馮曉華、許嘉怡、方穎妍誤會其背著岑大康偷情；同集穿著岑大康偷偷為自己買的黑色長裙獲得「歡迎光臨」會最佳衣著獎；同集及時阻止Menson侵犯許嘉怡 於第6集發現岑大康出軌；同集在結婚10週年晚餐上與岑大康對質 於第7集因岑大康認錯並對夫妻情有留戀，決定原諒之；同集發現岑大康仍然與蔣莉莉藕斷絲連，為求證而拜訪蔣莉莉，在蔣莉莉的配合下親耳聽見岑大康並沒有放下蔣莉莉的事實後決定跟岑大康離婚，爭取岑曉彤之撫養權，並放棄自己的事業，任家庭主婦 於第9集宣布離婚；同集攜岑曉彤一同前往探望林可兒 於第13集主動到訪岑大康，與其冰釋前嫌，做回朋友；同集於健身室巧遇蔣莉莉，並平和地聊天 於第16集通過電視得知岑大康的舞台劇非常成功；同集決定和女兒一起移居加拿大並與「歡迎光臨會」會員眾人道別 於第20集回港參與「歡迎光臨會」聚會 |
| 吳千語 | 林可兒 | Jouer、甜妹（「歡迎光臨會」會員、王惠芬專稱） 藍帶甜品師 雙性戀者 鄒靜之表妹 原為Howard之女朋友，後為關始立之女朋友 與Howard經營一所名為Jouer的甜品小店 於第1集出場 於第3集聘請關始立為甜品小店的員工之一 於第3集得知Howard和關始立打算背著自己偷情，先在酒店大堂掌摑關始立，然後在酒店房間的門口掌摑Howard，並向對方提出分手；同集聽了關始立的解釋後原諒她 於第4集向關始立透露自己視Howard為生意搭檔而非另一半，其後被關始立親吻 於第15集因擔心身邊人不能接受同性伴侶而在外與關始立有所遮掩，惹關始立不滿，後和好；同集遇見Jacky，因對方刻意隱瞞身分而不知其正是Jacky 於第16集因關始立與Jacky復合而與關始立分手；同集完成製作參賽蛋糕作品「藍色的眼淚」 |
| 沈卓盈 | 馮曉華 | 大師（「歡迎光臨會」會員、王惠芬、證券行同事專稱） 證券行財經分析師 梓謙之上司 凡事都要計算，結識男朋友亦不例外 於第1集出場 於第2集向許嘉怡透露自己對股票市場的預測靈感比以前差 於第9集收到由梓謙匿名送出的鮮花及禮物 於第10集與匿名的梓謙通信，後因要求對方以真面目示人而輾轉認識Jamie，並開始僱用Jamie為其出租男友及對Jamie產生好感；同集拒絕梓謙對其之表白 於第11集在梓謙的提醒下得悉Jamie已婚並有其他伴侶，然不聽梓謙勸告後將其辭退，最終從Jamie口中得知真相後醒悟，後重新僱用梓謙並與其正式交往 綽號影射：沈振盈 |
| 陸詩韻 | 許嘉怡 | 許老闆（「歡迎光臨會」會員、王惠芬專稱）、嘉怡 品酒師 有潔癖 趙俊賢之妻子 於中環經營酒莊 鄒靜、Menson之舊同學 認為鄒靜當年搶走岑大康，故經常針對鄒靜 於第1集出場 於第5集遭Menson企圖侵犯，後得鄒靜及時相助，遂與鄒靜重修舊好 於第7集以與趙俊賢房事不諧為由向鄒靜求醫；同集鄒靜將其轉介予另一位臨床心理學家 於第8集和趙俊賢一起試圖進行交換配偶兩次，都因自身的潔癖等理由失敗 於第9集進行第3次交換配偶，卻陰差陽錯和趙俊賢成功完成房事 |
| 何佩瑜 | 方穎妍 | Money 香薰治療師 於第1集出場 於第13集發現自己月事未來潮，經驗孕棒驗孕下，得悉自己有了身孕；同集經王惠芬協助自我催眠下，憶起兩個月前的一場婚禮派對後曾與男賓客接觸，後得悉有三人對自己圖謀不軌以發生一夜情 於第14集因最終都無法確認腹中胎兒的經手人身分，決定到醫院接受人工流產手術，卻得悉自己並無懷孕，後始知自己是使用了過期的驗孕棒 於第15集因一條情慾短片而遭Ken勒索；同集接受陳忠強求婚 於第18集嘗試鼓勵及促成王惠芬及Roger二人行房，包括贈予催情香薰 |
| 曾樂彤 | 王惠芬 | Fanny 父母雙亡，性格較為負面 魏辰晞之秘書，被其視為親妹妹 負責安排「歡迎光臨會」活動 於第1集出場 於第12集被魏辰晞透露觀察出Roger對其有好感 於第13集為方穎妍提供了一支從魏辰晞家中雜物房處覓得之過期驗孕棒，導致方穎妍誤會自己懷孕 於第14集在魏辰晞的慫恿，以及許嘉怡的協助之下更改形象試圖假意色誘石永明以獲得其使用迷魂藥之證據，最終發現是解酒丸後放棄收場 於第17集因於的士遺失電話後追趕時絆倒，後得Roger相助照料，二人漸生情愫並開始交往；同集到Roger家與綺琴會面，綺琴本因從塔羅牌算得王惠芬之命格對身邊人相剋而反對其與Roger交往，後被王惠芬之誠意打動，終獲綺琴接受 於第18集欲與Roger發生關係，但皆因接二連三出現狀況而不果；同集接受Roger求婚後，因Roger馬上收到其姊肺炎入院的電話，認為是自己的倒霉所致並內疚，故拒絕其求婚並讓方穎妍代為退回婚戒 於第19集終與Roger發生關係，並正式獲魏辰晞推薦加入「歡迎光臨會」，後得悉因免疫力不足而確診陰道炎 |

### 其他演員（按出場集數排列）
| 演員     | 角色                      | 備註 |
| 袁嘉敏   | 節目主持                  | 於第1集出場 |
| 陳學謙   | 酒莊職員                  | 於第1集出場 |
| 張敬仁   | 女病人 （鄒靜之女病人）   | 於第1集出場 |
| 朱栢康   | 岑大康                    | 舞台劇演員 鄒靜之丈夫；兩人結婚十年，育有一女 於第1集出場 於第5集拿出偷偷為鄒靜買的黑色長裙並提議其穿著去參加「歡迎光臨」最佳服裝比賽 於第6集被鄒靜發現其出軌，並在結婚10週年晚餐上被鄒靜對質 於第7集向鄒靜認錯，由於鄒靜仍然對夫妻情有留戀而被原諒；同集被發現仍然與蔣莉莉藕斷絲連，在不知鄒靜在場的情況下說出不能沒有蔣莉莉的話而被鄒靜親耳聽到，終同意離婚 鄒靜於第13集主動到訪岑大康，二人冰釋前嫌，做回朋友 於第16集由於舞台劇非常成功而被訪問 |
| 王詩雅   | 岑曉彤                    | 鄒靜、岑大康之女兒 於第1集出場 於第9集與鄒靜一同探訪林可兒，後一時走失；同集向鄒靜透露掛念岑大康 於第16集向鄒靜表明清楚知道鄒靜與岑大康離婚的來龍去脈，鼓勵鄒靜並表示願意與鄒靜一同移居加拿大 |
| 高翰文   | 醫生                      | 魏辰晞之醫生 於第1集出場 |
| 黃錦燊   | 張 祥                     | Professor（程浩天專稱） 古董商人 劍橋大學一級榮譽畢業，後攻讀博士學位 曾於香港大學任教 程浩天之老師及師父 於第1集由英國回港 於第6集同意魏辰晞的要求以捐出精子並與魏的卵子配對 於第11集向魏辰晞提出跨國投資合作計劃；同集遭魏辰晞拒絕精子捐贈 於第12集遭程浩天揭發其合作計劃實為騙局並利用自己敲詐魏辰晞，欺詐不果後與秘書Elsa畏罪潛逃 |
| 黃愷傑   | 思 朗                     | 健身教練 素食者 於大學主修營養學 討厭榴槤的臭味 張祥、程浩天之情敵 於第1集誤以為張祥騷擾魏辰晞 於第2集佯裝試圖自殺，以為可威脅魏辰晞跟自己拍拖 於第2集被鄒靜得知其將母親的形象投放在魏辰晞身上，同集因魏辰晞吃榴槤而不再喜歡她 於第5集返回加拿大 |
| 朱鑑然   | Roger                     | 私家偵探 曾任重案組警察 魏辰晞之姪子，非常疼愛其 於第2集出場 多次協助魏辰晞及其他「歡迎光臨會」會員查清其身邊男士之底細 於第14集在魏辰晞的要求下作為王惠芬的色誘練習對象，雖王姿態不佳，卻仍對王著迷 於第15集因對王惠芬有好感，開始有事沒事地前往魏辰晞家；同集於酒吧偶遇陳忠強並得知其早洩的苦惱 於第16集介紹呂醫師給陳忠強以醫治早洩 於第17集照料因於的士遺失電話後追趕時絆倒的王惠芬，後二人漸生情愫並開始交往；同集因執行偵探工作進行跟蹤時遭發現，險被毆打，後因與王惠芬到一洋服店購買鞋具時偶遇Andy，並得對方償還三十萬債項 於第18集欲與王惠芬發生關係，但皆因接二連三出現狀況而不果；同集向王惠芬求婚，後因Roger馬上收到其姊肺炎入院的電話，王惠芬認為是自己的倒霉所致並內疚，故拒絕Roger求婚並讓方穎妍代為退回婚戒遭對方拒絕 於第19集終與王惠芬發生關係 |
| 余汘欣   | 馨 兒                     | 張祥之繼女 於第2集出場 |
| Stas     | 外籍男                    | 於第3集出場 |
| Angie    | 外籍女                    | 於第3集出場 |
| 柏天男   | Howard                    | 本為林可兒之男朋友 與林可兒經營甜品小店 於第3集被林可兒掌摑 於第4集懷疑關始立愛上林可兒；同集與林結束交往 於第19集與林可兒復合 |
| 黃奕晨   | Peter                     | 林可兒、Howard的甜品小店的員工之一 於第3集出場 於第4集向Howard透露關始立為女同性戀者 |
| 傅 穎    | 關始立                    | Charley 女同性戀者 曾修讀機電工程，父親亦曾從事相關行業 曾居於法國，所以懂法語 Jacky之前女友，二人於法國分手 頸後有一J字樣的紋身，代表Jacky 於第3集因父母雙亡又逢情傷，故回港散心；同集修理好林可兒、Howard甜品小店中故障的甜點冷凍櫃，遂獲聘為小店員工之一；同集引誘Howard背著林可兒偷情 於第4集故意讓林可兒知悉其與Howard偷情並待林可兒及Howard因而分手後，主動親吻及追求林可兒並與其交往 於第15集與Jacky關係藕斷絲連，於第16集與Jacky復合而與林可兒分手 |
| 劉偉基   | 維修師傅                  | 於第3集出場 |
| Jay      | 法國客                    | 於第3集出場 |
| 陳卓華   | 大漢A                     | 於第3集出場 |
| 麥嘉豪   | 大漢B                     | 於第3集出場 |
| 陳郁憲   | Menson                    | 鄒靜之男病人 患上戀足癖 於第5集出場 |
| 馬溱禧   | 短裙女子                  | 於第5集出場 |
| 王瑋彤   | 男友 （短裙女子之男朋友） | 於第5集出場 |
| 譚若恩   | 彤彤爺爺 （岑曉彤之爺爺） | 於第5集出場 |
| 陳鳳珍   | 彤彤嫲嫲 （岑曉彤之嫲嫲） | 於第5集出場 |
| 陳逸寧   | 蔣莉莉                    | Lily 舞台劇演員 岑大康於第1、2集提及之 於第6集被鄒靜發現岑大康與其偷情 |
| 李凱德   | 教師                      | 於第6集出場 |
| 陳家謙   | 鄰居陳生 （鄒靜之鄰居）   | 於第6集出場 |
| 劉浩龍   | 趙俊賢                    | 婦科醫生 有潔癖 許嘉怡之丈夫 於第7集出場 於第8集和許嘉怡一起試圖進行交換配偶兩次，都因自身的潔癖等理由失敗 於第9集進行第3次交換配偶，卻陰差陽錯和許嘉怡成功完成房事 |
| 孫佳君   | 林太                      | 律師、花店老闆 Change Partner Club（下稱「CP Club」）成員兼召集人 於第8集替涉嫌於海灘進行公開性行為的許嘉怡及趙俊賢申請保釋；同集邀請二人參與交換配偶 |
| 蔡宛珊   | 邱太                      | 馬術教練 通曉自由體操 CP Club成員之一 於第8集出場 |
| 彭敬慈   | 鄭生                      | 俄羅斯餐廳老闆 CP Club成員之一 於第8集出場 |
| 黃國榮   | 林生                      | CP Club成員之一 於第8集出場 |
| 黎澤恩   | 邱生                      | CP Club成員之一 於第8集出場 |
| 吳忻熹   | 鄭太                      | CP Club成員之一 於第8集出場 |
| 洪卓立   | 梓謙                      | 證券行財經分析師 馮曉華之助手 於第9集出場；同集向馮曉華匿名送出鮮花及禮物 為增加馮曉華之工作靈感，於第10集與其匿名通信，後在馮曉華要求下借用Jamie之頭像繼續通信，終遭馮曉華揭穿，並向其表白不果 於第11集發現Jamie已婚並有其他伴侶，勸告馮曉華不要遭其欺騙感情；同集與Jamie因介入馮曉華生活之問題而互毆，馮曉華知悉後將其辭退，最終馮曉華從Jamie口中得知真相後醒悟，並重新僱用之，後馮曉華及梓謙二人始正式交往 |
| 何華超   | 上司                      | 證券行財經分析師 馮曉華、梓謙之上司 於第9集出場 |
| 麥浩邦   | 速遞員                    | 於第9集出場 |
| 駱振偉   | Jamie                     | 音樂人 已婚、有數名女友、當「PTBF」的目的僅僅是為了獲取創作音樂的靈感 馮曉華之「PTBF」（出租男友） 於第10集出場 於第11集遭梓謙發現已婚並有其他伴侶，並與Jamie因介入馮曉華生活之問題而互毆；同集向馮曉華言明身分及真相後正式結束與其出租伴侶之關係 |
| 霍嘉恩   | Jamie女友                 | 於第10集出場 |
| 徐淑賢   | 證券行同事                | 於第10集出場 |
| 梁欣娟   | 證券行同事                | 於第10集出場 |
| 謝志豪   | 俊男PTBF                  | 於第10集出場 |
| 廖素萍   | 胖女人                    | 於第10集出場 |
| 張松枝   | 程浩天                    | Stephen 張祥之學生及徒弟 大學修讀考古學，從事古董生意 追求魏辰晞，後為其男友 於第11集出場，自澳洲回港 於第12集揭發張祥欲藉跨國投資合作計劃敲詐魏辰晞，並得悉自己乃為張祥所利用，後向警方舉報張祥；同集返回澳洲 於第20集回港協助魏辰晞有關張祥案之調查，並欲幫助解決魏辰晞有關卵子配對的問題 |
| 鍾采羲   | Elsa                      | 張祥之秘書及情人 與第12集與張祥合謀敲詐魏辰晞不果，後與張祥畏罪潛逃 |
| 郭中發   | 保安                      | 於第12集出場 |
| 何文進   | 超叔                      | 「超記」古董店老闆，患有腦退化症 於第12集向魏辰晞及程浩天出示所藏印有魏辰晞欲找尋之二方連續圖的手錶 |
| 黃佩珍   | 超叔女兒                  | 「超記」古董店職員 於第12集出場 |
| 鄒文正   | 陳志雄                    | 於第13集出場 於祥發大廈上班 於兩個月前的一場婚禮派對後，與陳忠強及石永明偕方穎妍同至一酒店，方穎妍得知後誤以為與其發生一夜情，後陳志雄乃自揭其不舉 |
| 楊天宇   | 陳忠強                    | Joe 於第13集出場 於兩個月前的一場婚禮派對後，與陳志雄及石永明偕方穎妍同至一酒店，方穎妍得知後誤以為與其發生一夜情，後陳忠強承認責任並向方穎妍示愛 於第14集向方穎妍如實相告自己患有早洩，故並沒有與方穎妍發生關係 於第15集向方穎妍求婚成功；同集因早洩問題不能滿足方穎妍的性生活要求而非常苦惱 於第16集向呂醫師求醫後早洩得以痊癒 於第17集得知自己早洩治癒的真相 |
| 梁傑凱   | 司機                      | 於第13集出場 於兩個月前的一場婚禮派對後，接載陳志雄、陳忠強、石永明及方穎妍至一酒店 |
| 盧希萊   | 蓮姐                      | 於第13集出場 於一酒店任職清潔工 於兩個月前目睹陳志雄、陳忠強、石永明及方穎妍至一酒店，並目擊三人對方穎妍圖謀不軌之經過 |
| 張國洪   | 何經理（酒店經理）        | 於第13集出場 |
| 韓媚     | 酒店接待員                | 於第13集出場 |
| 吳浩康   | 石永明                    | Stone 於第14集出場 遭方穎妍等人誤以為欲以迷魂藥迷姦方穎妍 於兩個月前的一場婚禮派對後，與陳志雄及陳忠強偕方穎妍同至一酒店，後方穎妍先後因酒醉進入陳志雄及陳忠強的房間後，石永明向蓮姐索取瓶裝水並加入解酒丸以替方穎妍解酒 |
| 李梓同   | 女醫生                    | 方穎妍之醫生 於第14集出場 |
| 張建聲   | Ken                       | 於第14集以一條方穎妍在場的情慾短片企圖勒索方穎妍不果，後將該影片上傳到網絡 |
| 陳燕芬   | 甘太                      | 長興集團行政總裁 陳忠強之生意夥伴 於第15集出場 |
| 張凱婷   | 酒吧女拳手                | 於第15集出場 |
| 張沛樂   | Jacky                     | 於第15集出場 於法國開設畫廊 關始立之前女友，二人於法國分手，後關始立回港而Jacky留法，Jacky回港後則與關始立關係藕斷絲連 於第16集與關始立復合 |
| 奧米嘉儀 | 電視台主持                | 於第16集出場 訪問岑大康及蔣莉莉 |
| 李蕙敏   | 呂醫師                    | 中醫師 於第16集出場 替陳忠強醫治早洩，分別指示其憋尿、觀想白骨觀及進食野味之法 於第17集坦白野味酒並無藥效，只是在心理上治好了陳忠強 |
| 陳嘉桓   | 魏綺琴                    | 占卜師 Roger之胞姊 魏辰晞之姪女 於第17集出場 以塔羅牌算得王惠芬命格對身邊人相剋，與其會面後曾反對Roger與其來往，後獲王惠芬誠意打動，遂接受之 於第18集確診急性肺炎，須送院隔離治療 於第19集痊癒並出院 |
| 白健恩   | Andy                      | Roger之朋友 於第17集出場 藉替公司上市以賺取款項 欠Roger三十萬債項，後於一洋服店偶遇Roger及王惠芬，遂將三十萬還予Roger |
| 鄭毅邦   | 大廈保安                  | 於第17集出場 |
| 馬毓偉   | 洋服店職員                | 於第17集出場 |
| 黃雅敏   | 姦夫                      | 於第17集出場 Roger之跟蹤對象 發現Roger跟蹤後企圖毆打之，後反遭Roger制服 |
| 潘寶倫   | 有錢婦人                  | 於第17集出場 Roger之跟蹤對象 發現Roger跟蹤，後毆打正在制服其姦夫之Roger |
| 區偉權   | 藥房職員                  | 於第19集出場 |
| 區梓萱   | 舞小姐                    | 於第19集出場 |
| 林祖兒   | 舞小姐                    | 於第19集出場 |
| 歐陽鋒   | 探員                      | 商業罪案調查科探員 負責張祥涉嫌進行跨國洗黑錢犯罪活動的案件 於第19集到魏辰晞府上要求其協助張祥案之調查 |
| 杜港     | 商業罪案調查科探員        | 於第20集出場 |
| 李浩鋒   | 商業罪案調查科探員        | 於第20集出場 |
| 施樂     | 地產經紀                  | 於第20集出場 |
| 李卓詠   | 買家                      | 於第20集參觀魏辰晞本欲放售之樓盤，後遭「歡迎光臨會」會員代為拒絕 |

## 集數
| 集數   | 首播日期 | 標題               | 備註   |
| ------ | -------- | ------------------ | ------ |
| 2020年 |          |                    |        |
| 01     | 9月28日  | 每月聚會           |        |
| 02     | 9月29日  | 尷尬離去           |        |
| 03     | 9月30日  | 關係曖昧           |        |
| 04     | 10月1日  | 開展同性的情侶關係 |        |
| 05     | 10月2日  | 回復昔日友誼       |        |
| 06     | 10月5日  | 雪卵大計           |        |
| 07     | 10月6日  | 曖昧的痕跡         |        |
| 08     | 10月7日  | 再次參加活動       |        |
| 09     | 10月8日  | 沒有換妻成功       |        |
| 10     | 10月9日  | 一日男友           |        |
| 11     | 10月12日 | 真實身分           |        |
| 12     | 10月13日 | 騙局               |        |
| 13     | 10月14日 | 展開一段戀情       |        |
| 14     | 10月15日 | 決定墮胎           |        |
| 15     | 10月16日 | 關係更親密         |        |
| 16     | 10月19日 | 尋隱世神醫         | 結局篇 |
| 17     | 10月20日 | 保持距離           | 結局篇 |
| 18     | 10月21日 | 事與願違           | 結局篇 |
| 19     | 10月22日 | 終於發生關係       | 結局篇 |
| 20     | 10月23日 | 暢飲歡聚           | 大結局 |

## 插曲
| # | 曲名                   | 年份   | 作曲           | 填詞   | 主唱   | 相應故事線之角色 （演員） |
| - | ---------------------- | ------ | -------------- | ------ | ------ | ------------------------- |
| 1 | 〈我恨我是女人〉       | 1995年 | 譚展輝         | 張美賢 | 趙學而 | 魏辰晞 （吳家麗）         |
| 2 | 〈輸給戀愛的女人〉     | 1996年 | 陳容森         | 張美賢 | 趙學而 | 林可兒 （吳千語）         |
| 3 | 〈終於可結束〉         | 1997年 | 曾加謀         | 李敏   | 趙學而 | 鄒 靜 （胡杏兒）          |
| 4 | 〈尋開心〉             | 1997年 | 周初晨、王雙駿 | 林夕   | 趙學而 | 許嘉怡 （陸詩韻）         |
| 5 | 〈談一場不後悔的戀愛〉 | 1999年 | 心兒           | 張美賢 | 趙學而 | 馮曉華 （沈卓盈）         |
| 6 | 〈無他〉               | 2020年 | 徐浩           | 張楚翹 | 洪卓立 | 馮曉華 （沈卓盈）         |
| 7 | 〈尋人〉               | 1997年 | 鮑比達         | 張美賢 | 趙學而 | 方穎妍 （何佩瑜）         |
| 8 | 〈每隔兩秒〉           | 1995年 | 譚展輝         | 張美賢 | 趙學而 | 王惠芬 （曾樂彤）         |

## 評價
直至2022年2月上旬，此劇在豆瓣網的評分為6.4分，共有1,294人評價。

## 記事
- 2020年4月24日，監製伍健雄率領本劇七位主要演員進行開鏡儀式。
- 2020年9月23日，監製伍健雄率領本劇演員舉行記者招待會，包括吳家麗、吳千語、沈卓盈、陸詩韻、何珮瑜、曾樂彤、孫佳君、傅穎、黃錦燊、張松枝、朱栢康、栢天男、駱振偉、楊天宇。主要演員之一胡杏兒因為工作關係缺席。[4]

## 軼事
- 吳家麗及胡杏兒均是復出拍攝本劇，後者更是產後復出。
- 本劇為演員胡杏兒時隔5年，再次接拍香港劇集的作品（上一套劇集是2015年無綫電視劇《梟雄》，飾演顧小樓）。
- 本劇為演員黃錦燊和黃愷傑兩父子合作的首部電視劇。[5]
- 本劇為演員胡杏兒和陸詩韻繼2008年電視劇《當狗愛上貓》後再度合作的電視劇。
- 本劇為演員黃錦燊和吳家麗繼1993年電影《黑豹天下》後再度合作的電視劇。
- 本劇為演員何佩瑜和陸詩韻繼2019年電影《不義之戰》後再度合作的電視劇。
- 此劇部分場景於香港麗思卡爾頓酒店內拍攝。

## 外部連結
- ViuTV：熟女強人 （页面存档备份，存于）
- ViuTV：熟女強人製作特輯：閨蜜話兒 （页面存档备份，存于）
- 豆瓣电影上《熟女強人》的資料 （简体中文）

## 作品的變遷
| 香港 ViuTV 星期一至五 21:30－22:30    | 香港 ViuTV 星期一至五 21:30－22:30          | 香港 ViuTV 星期一至五 21:30－22:30 |
| ------------------------------------- | ------------------------------------------- | ---------------------------------- |
|                                       | 熟女強人 （2020年9月28日－2020年10月23日）  |                                    |
| 附身 （2020年8月26日－2020年9月25日） | 暖男爸爸 （2020年10月26日－2020年11月20日） |                                    |